# Центр національного виховання учнівської молоді (Хмельницький)
Центр національного виховання учнівської молоді - заклад створений 20 травня 1998 року, розміщується за адресою:м.Хмельницький, вул. Курчатова, 1Б.

## Історія
Здавна славиться Поділля фольклорними піснями і музикою, запальними танцями, багатим декоративно – ужитковим та прикладним мистецтвом. Саме тому, щоб молоде покоління знало про нашу українську культуру, традиції дідів, прадідів, в мальовничому мікрорайоні Гречани рішенням сесії Хмельницької міської ради № 32 від 20 травня 1998 року був створений заклад клубного типу – Центр національного виховання учнівської молоді. Керуючись статтею 39 Закону України “Про місцеве самоврядування в Україні” рішенням виконкому Хмельницької міської ради від 13.04.2000 року Центр національного виховання учнівської молоді підпорядковано міському відділу культури. Сама назва закладу говорить про те, які високі і потрібні завдання стоять перед колективом: навчити дітей любити свою Батьківщину, поважати батьків, творчо мислити і вміти самовдосконалюватись, формувати національну свідомість, громадську позицію, власну гідність аби не загубитись у цьому світі. Центр є потужним осередком виховання, збереження та популяризації національного мистецтва, широкодоступним культурно – освітнім закладом, де діти мають можливість займатися улюбленою справою. При закладі працюють такі напрямки гурткової роботи: народна, естрадний та фольклорний вокал, молодіжний театр, гуртки англійської мови, гурток малювання та декоративно-прикладного мистецтва, гуртки естетичного виховання раннього розвитку дитини та підготовки дітей до школи, гурток гри на гітарі та гурток фітнесу та аеробіки. Центр національного виховання учнівської молоді здійснює різноманітну організаційно-масову, культурно-освітню роботу шляхом проведення свят, конкурсів, концертів, виставок, інших організаційно – масових та культурно-розважальних заходів, направлених на виконання головних статутних цілей, використовуючи різнобічні засоби емоційного впливу з урахуванням вікових особливостей дітей та молоді, пошук нових сучасних форм організаційно-масової роботи.